# Lisa Azuelos
Lisa Azuelos, all'anagrafe Élise-Anne Bethsabée Azuelos, nota anche come Lisa Alessandrin (Neuilly-sur-Seine, 6 novembre 1965), è una regista e sceneggiatrice francese, figlia della cantante Marie Laforêt.
Il film da lei diretto, I love America, è largamente autobiografico e ispirato al rapporto con la madre.

## Filmografia
- Troppo bella! (Comme t'y es belle!) (2006)
- LOL - Il tempo dell'amore (LOL) (2008)
- LOL - Pazza del mio migliore amico (LOL) (2012)
- Due destini (Une rencontre) (2014)
- Dalida (2017)
- Selfie di famiglia (Mon bébé) (2019)
- I Love America (2022)
- La stanza delle meraviglie (La chambre des merveilles) (2023)